# Lago Sambhar
El lago Sambhar es el lago salado interior más grande de la India. Está ubicado en el municipio de Sambhar, en el distrito de Jaipur en Rayastán, India, 80 km al sudoeste de la ciudad de Jaipur y 64 km al nordeste de Ajmer, en Rayastán. Rodea la histórica ciudad del lago Sambhar (Shambar Lake Town).

## Geografía

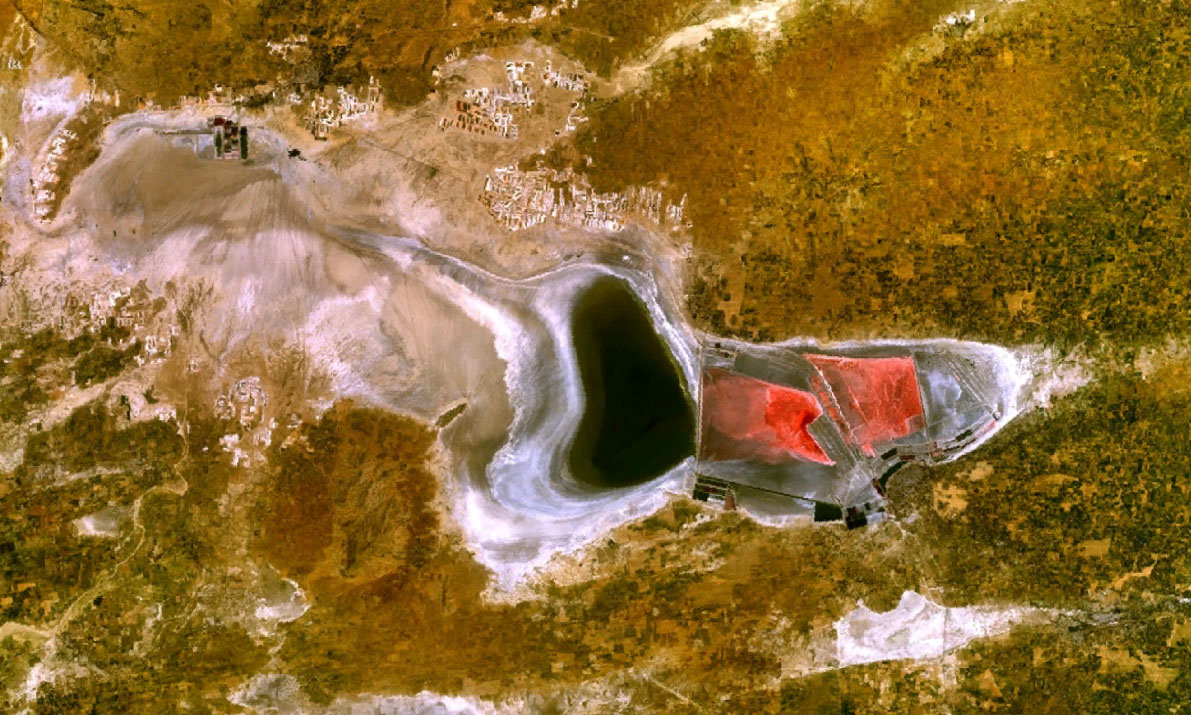
Imagen de satélite del lago salado Sambhar tomada en 2010, de WorldWind.

El lago recibe agua de seis ríos: Mantha, Rupangarh, Khari, Khandela, Medtha y Samod, con un área de captación de 5700 km². Sambhar es un extenso humedal salino, con una profundidad de agua que fluctúa desde tan solo 60 cm durante la estación seca a unos 3 metros al final de la temporada del monzón. Ocupa un área de 190−230 km² según la temporada. Tiene forma elíptica con una longitud de aproximadamente 35,5 km y una anchura que varía entre 3−11 km. El lago se extiende a ambos lados de los distritos de Nagaur y Jaipur y limita con el distrito de Ajmer. El perímetro del lago es 96 km, y está rodeado por las colinas de Aravali por todos lados.
La cuenca del lago Sambhar está dividida por una presa de 5,1 km de longitud hecha de piedra arenisca. Una vez que el agua salada alcanza una cierta concentración, se libera desde el lado oeste hacia el este levantando las compuertas de la presa. Al este de la presa hay estanques de evaporación de sal donde se ha producido sal durante mil años. Esta zona oriental es de 80 km² y comprende embalses de sal, canales y salinas separados por estrechas crestas. Al este de la presa hay un ferrocarril, construido por los británicos (antes de la independencia de la India) para brindar acceso desde la ciudad de Sambhar Lake City a las salinas.
El agua se introduce en el lago desde los arroyos de los ríos Mendha, Runpangarh, Khandel y Karian. Mendha y Rupangarh son las corrientes principales. El Mendha fluye de norte a sur y el Rupangarh fluye de sur a norte.
La temperatura alcanza los 45 °C en verano y baja hasta 5 °C en invierno.

## Importancia económica
El lago Sambhar es el lago salino más grande de la India y es la fuente de la mayor parte de la producción de sal de Rayastán. Produce 196.000 toneladas de sal limpia cada año, lo que representa alrededor del 9% de la producción de sal de la India.[cita requerida] La sal se produce por evaporación de salmuera y es administrada principalmente por la empresa estatal - Sambhar Salts Ltd. (SSL), una empresa conjunta de Hindustan Salts Ltd. y el gobierno estatal. SSL posee el 3% del lago oriental.
La empresa está luchando por producir suficiente cantidad de sal, pero los particulares están produciendo más de 10 veces de sal que la empresa debido a la producción de miles de pozos ilegales, que también están dañando gravemente la ecología del lago salado. (ver la sección de preocupaciones ambientales)
Hay 38 grupos de pueblos que rodean el lago. Los principales asentamientos incluyen Sambhar, Gudha, Jabdinagar, Nawa, Jhak, Korsina, Jhapok, Kanseda, Kuni, Tyoda, Govindi, Nandha, Sinodiya, Arwik ki dhani, Khanadja, Khakharki, Kerwa ki dhani, Rajas yJalwali ki dhani.
En 2014, seis empresas, incluidas Bharat Heavy Electricals Limited y Power Grid Corporation of India Ltd, habían planeado establecer el proyecto de energía solar ultramega de 4000 MW más grande del mundo en el terreno bajo la compañía. Pero después de que el gobierno del BJP llegara al poder en el estado, el proyecto se desechó alegando problemas ambientales y se trasladó a Guyarat.
En 2019, el gobierno de Rayastán inició una evaluación de activos y pasivos para hacerse cargo de Sambhar Salts Ltd., que registraba pérdidas, desde Hindustan Salts Ltd.

## Importancia ecológica
Sambhar ha sido designado como sitio Ramsar (humedal reconocido de importancia internacional) porque el humedal es un área de invernada clave para decenas de miles de flamencos rosados y otras aves que migran desde el norte de Asia y Siberia. Las algas y bacterias que crecen en el lago proporcionan colores llamativos al agua y favorecen el ecosistema del lago, que, a su vez, sostiene a las aves acuáticas migratorias. Hay otra vida silvestre en los bosques cercanos, donde el nilgó o toro azul vive en libertad junto con ciervos y zorros. (ver la sección de preocupaciones ambientales)
En noviembre de 2019, casi 20 000 aves migratorias fueron encontradas muertas misteriosamente en el área del lago.
La concentración de sal (NaCl) en el agua de este lago difiere de una estación a otra. La concentración de sal en las cubetas (kyars) varía y, en consecuencia, el color de la salmuera varía entre el verde, naranja, rosa, púrpura, rosa y rojo debido a la proliferación de microorganismos alcalófilos. La primera arquea alcalófila aislada de este lago fue Natrilaba SSL1 (designada anteriormente como Natronobacterium SSL1 ATCC 43988 por Upasani y Desai (1990). Más recientemente, también se han aislado microalgas alcalófilas, a saber, Dunaliella, Euhalothece, Nitzchia, etc. (Bhatt HHand Upasani VN, 2016). Las arqueas aisladas pueden ser una fuente de enzimas alcalófilas para aplicaciones biotecnológicas.

## Historia y turismo
La epopeya india Mahabharata menciona el lago Sambhar como parte del reino del rey demonio Vrishparva, como el lugar donde vivía su sacerdote Shukracharya, y como el lugar donde tuvo lugar la boda entre su hija, Devayani, y el rey Yayati. Un templo cerca del lago está dedicado a Devayani.
Cuenta la leyenda que Shakambhari Devi, la diosa tutelar de Chauhan Rajputs (Prithviraj Chauhan) y consorte del Señor Shiva, convirtió un denso bosque en una planicie de plata como pago por algún servicio. Posteriormente, a petición de los habitantes, que temían la codicia y la lucha que engendraría tal posesión, transformó la llanura plateada en un lago. El nombre del lago, Sambhar, proviene de una variación de Shakambhari, que ocurrió alrededor del siglo VI. Otro templo cerca de la orilla del lago está dedicado a Shakambhari Devi.
En 1884, se descubrió arte escultórico antiguo en el área como parte de un trabajo de excavación a pequeña escala realizado en el lago Sambhar. Durante esa excavación, se encontraron algunas estructuras de terracota, monedas y sellos junto con una estupa de arcilla. El arte escultórico de Sambhar parece estar influenciado por el budismo. Posteriormente, hacia 1934, se llevó a cabo una excavación sistemática y científica a gran escala en la que se encontraron un gran número de figurillas de terracota, loza y discos decorados. Varias de estas esculturas de Sambhar están presentes en el Museo Albert Hall.

### Destino de turismo y cine
Para la película Delhi-6 dirigida por Rakeysh Omprakash Mehra, el diseñador de producción Samir Chanda recreó las calles interiores de la vieja Delhi en Sambhar. Más tarde, para ciertas escenas, la histórica mezquita Jama Masjid se agregó digitalmente al marco como telón de fondo. Se han rodado escenas de muchas otras películas populares alrededor del lago y de la principal ciudad del lago, Sambhar, como:
- Delhi-6
- Veer
- Gulaal
- Highway
- Drona
- Zila Ghaziabad
- PK
- Tevar
- Goliyon Ki Raasleela Carnero-Leela
- Super 30
- Bard of Blood

En el 68.º Día de la República de la India, el Nissan GT-R estableció un récord mundial en el Libro de récords de Limca al hacer el contorno más grande del mapa de la India. Recreó el contorno aproximado del mapa indio que abarca 3 km de longitud y 2,8 km de ancho con un perímetro de contorno total de 14,7 km en el lago Sambhar.

### Transporte
Los aeropuertos más cercanos son el aeropuerto de Jaipur  y el aeropuerto de Kishangarh 
Viaje en transporte público: estación de tren Sambhar Lake Town, estación de tren Phulera Junction y parada de autobús RSRTC.

## Preocupaciones medioambientales
- El gobierno de Rajastán confirma que el botulismo mató a miles de aves en el lago Sambhar en Jaipur - INDIA TODAY; https://www.indiatoday.in/india/story/rajasthan-government-confirms-botulism-killed-thousands-birds-sambhar-lake-jaipur-1621522-2019-11-22
- Por Dau Lal Bohra. https://rajasthanbiodiversity.org/sambhar-lake-salt-extraction-migratory-birds/
- Las ideas para la causa se acumulan, pero el misterio del horror aviar en el lago Sambhar persiste https://thewire.in/environment/sambhar-lake-bird-death-avian-influenza-botulism-salt-mining-electrocution
- सांभर झील पर सुबह उड़ा ड्रोन, पक्षियों की तलाश acer 5401454/
- Lago Sambhar: 18 हजार पक्षियों की मौत के बाद सांभर झील से नमक सप्लाई पर रोक, एनजीटी ने मांगी रिपोर्ट - दैनिक जागरण; https://www.jagran.com/rajasthan/jaipur-ban-on-salt-supply-from-sambhar-lake-after-the-death-of-18-thousand-birds-19779644.html
- Lago Sambhar, el lecho de muerte de miles de aves - THE FREE PRESS JOURNAL; https://www.freepressjournal.in/india/sambhar-lake-the-death-bed-for-thousands-of-birds
- र sigueal https://www.jagran.com/rajasthan/jaipur-18-thousand-birds-found-dead-in-sambhar-lake-of-rajasthan-19771398.html
- Gestión, hidrología, salinas: ¿qué hay detrás de la crisis de las aves en Rajasthan? - EL EXPRESO INDIO; https://indianexpress.com/article/explained/sambhar-lake-rajasthan-bird-deaths-in-india-6129271/
- Minería ilegal de sal bajo el escáner para la muerte masiva de aves en el lago Sambhar de Rajasthan - THE PRINT; https://theprint.in/environment/illegal-salt-mining-under-scanner-for-mass-death-of-birds-at-rajasthans-sambhar-lake/321869/
- Botulismo aviar: enfermedad mortal mata a miles de aves en el lago Sambhar de Rajasthan - THE HINDU; https://www.thehindu.com/sci-tech/energy-and-environment/avian-botulism-kills-thousands-of-birds-in-rajasthans-sambhar-lake/article30049110.ece
- Cancelar salinas ilegales en el lago Sambhar: banco de NGT al gobierno de Rajasthan - INDIAN EXPRESS; https://indianexpress.com/article/india/cancel-illegal-salt-pans-in-sambhar-lakengt-bench-to-raj-govt-4422187/
- Miles de aves migratorias mueren misteriosamente en el lago Sambhar de Rajasthan; https://www.thehindu.com/news/national/other-states/thousands-of-migratory-birds-die-mysteriously-in-rajasthans-sambhar-lake/article29950537.ece/amp/
- Las aves migratorias se retiran de un lago Sambhar que se está "reduciendo" : estudio - TIEMPOS DE LA INDIA; https://timesofindia.indiatimes.com/city/jaipur/migratory-birds-retreat-from-a-shrinking-sambhar-lake-study/articleshow/67506709.cms
- Litigio de interés público (PIL) N.º 108 de 2013 presentado por Naresh Kadyan en la CORTE SUPREMA de INDIA sobre la mafia de pozos perforados, invasiones ilegales alrededor del lago Sambhar - Humedal de Rajasthan - SCRIBD. COM; https://www.scribd.com/doc/128383352/PIL-for-Sambhar-lake-moved-by-Naresh-Kadyan-before-Supreme-Court-of-India
- Atragantado con sal - HACIA LA TIERRA; https://www.downtoearth.org.in/news/choked-on-salt-41030ref=true (enlace roto disponible en Internet Archive; véase el historial, la primera versión y la última).
- Sambhar: ya no es un lago; TIEMPOS DE INDIA https://timesofindia.indiatimes.com/city/jaipur/sambhar-a-lake-no-more/articleshow/62552440.cms
- Lago Sambhar: la sal interior más grande de la INDIA se está matando lentamente; LA INDIA HOY; https://www.indiatoday.in/magazine/environment/story/19990308-sambhar-lake-indias-largest-inland-source-of-salt- being-slowly-killed-780335-1999-03-08
- ¿Vale la pena la sal? ? - EXCAVAR. COM; https://www.excavate.in/indiawaterportal-is-it-worth-the-salt/ Archivado el 18 de junio de 2021 en Wayback Machine.
- सांभर का नमक मांग रहा अब अपना हक - पत्रिका; https://www.patrika.com/bagru-1/sambhar-demanding-right-of-salt-production-in-rajasthan-election-3778155/
- Actores privados superan ilegalmente a Sambhar Salts, propiedad del gobierno, en la producción de sal - TIEMPOS ECONÓMICOS; https://economictimes.indiatimes.com/news/economy/finance/private-players-illegally-edge-out-government-owned-sambhar-salts-in-salt-production/articleshow/50909841.cms
- Una llaga salada: el lago sambhar moribundo - INDIA WATERPORTAL; https://www.indiawaterportal.org/news/salty-sore-dying-sambhar-lake Archivado el 1 de octubre de 2020 en Wayback Machine.
- Verificación de la realidad: el lago Sambhar puede dejar de existir en unos años - ADN; https://www.dnaindia.com/jaipur/report-reality-check-sambhar-lake-may-cease-to-exist-in-few-years-2609744
- Prohibición de la fabricación de pozos en el lago Sambhar - LA ASOCIACIÓN DE FABRICANTES DE SAL DE LA INDIA; http://www.indiansaltisma.com/news-detail/7/ban-on-pan-well-making-at-sambhar-lake
- La llegada de los flamencos menores disminuye en el lago Sambhar - THE HINDU; https://www.thehindu.com/news/national/arrival-of-lesser-flamingos-disclines-at-sambhar-lake/article6797259.ece
- 5.10 MIB